# Patrington
Patrington – wieś w Anglii, w hrabstwie East Riding of Yorkshire. Leży 23 km na wschód od miasta Hull i 242 km na północ od Londynu. W 2001 miejscowość liczyła 1949 mieszkańców.